# Nemessándorháza
Nemessándorháza là một thị trấn thuộc hạt Zala, Hungary. Thị trấn này có diện tích 11,16 km², dân số năm 2010 là 258 người, mật độ 23 người/km².